# Геомагнетизм

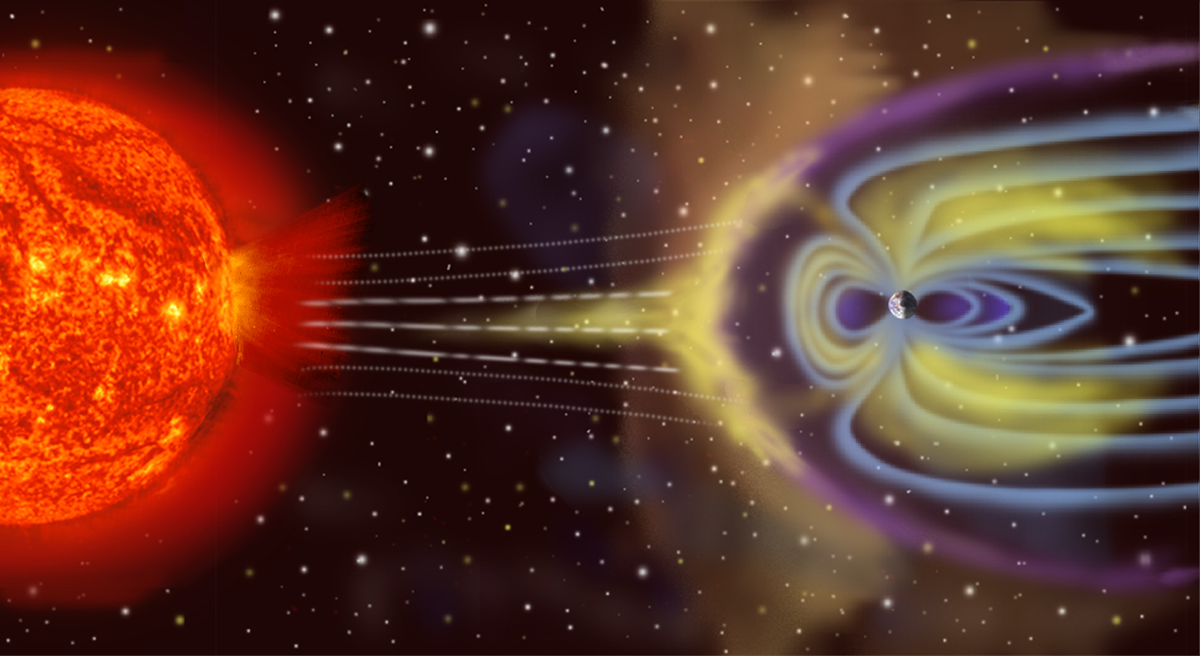
The magnetosphere shields the surface of the Earth from the charged particles of the solar wind and is generated by electric currents located in many different parts of the Earth. It is compressed on the day (Sun) side due to the force of the arriving particles, and extended on the night side. (Image not to scale.)

The variation between magnetic north and «true» north.

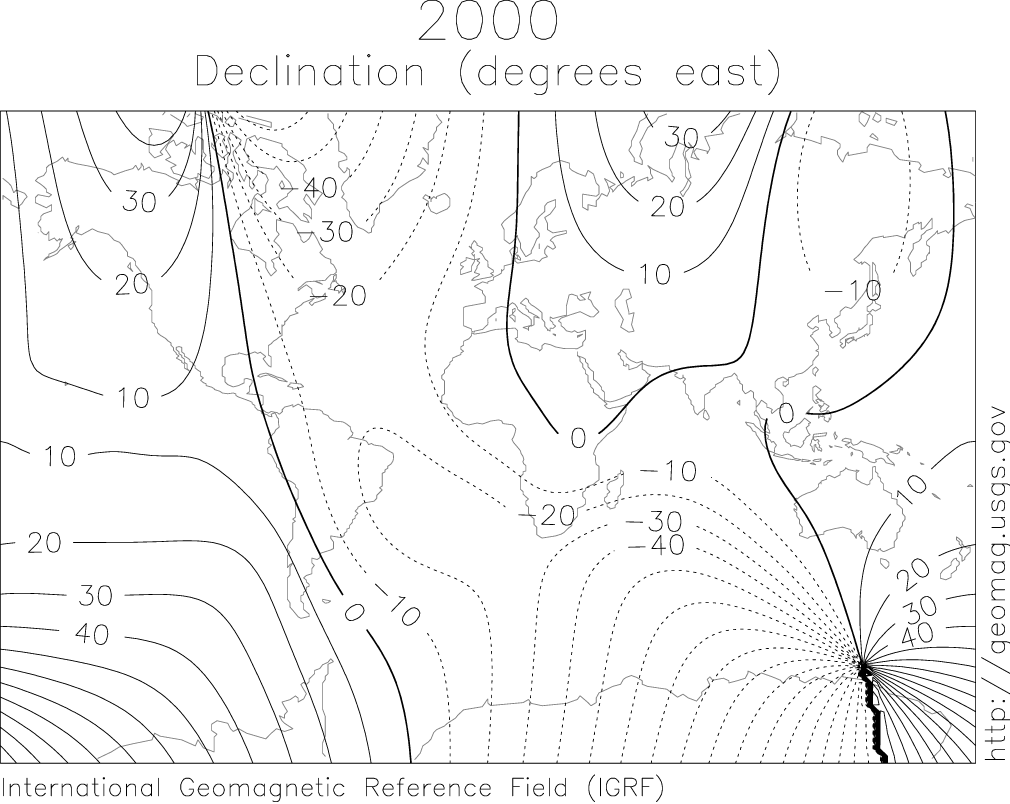
Magnetic declination from true north in 2000.

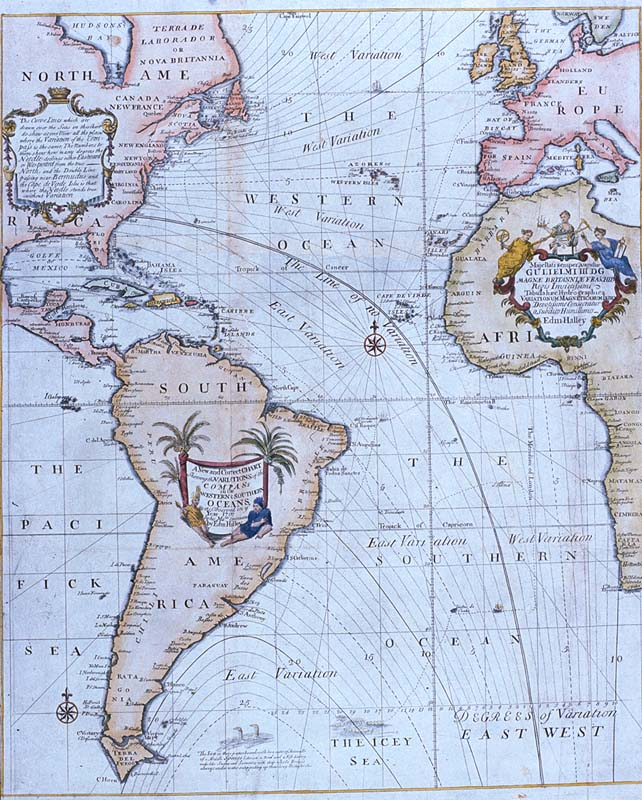
Magnetic declination from true north in 1700

Земни́й магнети́зм, Геомагнетизм (рос. земной магнетизм, геомагнетизм, англ. earth magnetism, нім. Erdmagnetismus m)
- 1) Властивість Землі як небесного тіла, що зумовлює існування навколо неї магнітного поля.
- 2) Розділ геофізики, який вивчає магнітне поле Землі. Розрізняють постійне магнітне поле, зумовлене магнетизмом самої земної кулі, та змінне поле, пов'язане з електричними струмами у верхніх шарах атмосфери і за її межами.

Вивчення земного магнетизму має велике значення для навігації, радіозв'язку, геологічних досліджень.